# Philippos I của Macedonia
Philippos I của Macedonia (tiếng Hy Lạp: Φίλιππος Α΄ ὁ Μακεδών; từ φίλος "người bạn" và ἵππος "ngựa") là một trong những vị vua đầu tiên của vương quốc Macedonia. Ông là một thành viên của nhà Argead và là con trai của vua Argaeos I, ông đã lên ngôi sau khi vua cha qua đời.
Philippos I nổi tiếng là một vị vua sáng suốt và dũng cảm. Ông đã đẩy lùi thành công các cuộc xâm lược của người Illyri nhưng cuối cùng lại tử trận trong một trận chiến chống lại họ và ngai vàng được truyền lại cho người con trai thơ ấu của ông là Aeropos I. Người vợ của Philippos I vẫn chưa được biết đến.